# 죽음의 리무진
《죽음의 리무진》(Glass Coffin)은 스페인에서 제작된 하리츠 쥬빌라가 감독의 2016년 스릴러, 공포 영화이다. 파울라 본템피 등이 주연으로 출연하였고 가더 가츠테루-우루샤 등이 제작에 참여하였다.

## 출연

### 주연
- 파울라 본템피

## 기타
- 공동제작: 세바스티안 메리